# 조현진
조현진(趙昡珍, 1969년 7월 24일~)은 대한민국의 신학자이자 한국성서대학교에서 역사신학 교수이다.
현재 한국복음주의역사신학회 회장이다. 교회사, 종교개혁사 비롯하여 특별히 조나단 에드워즈(Jonathan Edwards)의 신학과 미국교회사, 칼빈주의 신학자로서 국내외 저널에 개혁신학을 비롯한 다양한 신학적 주제로 연구 논문들을 게재했다. 또한 한국연구재단의 후원을 받아 조나단 에드워즈 관련 연구를 수년째 진행하고 있다. 조나단 에드워즈의 사상에 대한 전문가로 평가받고있으며,이 분야에서 그의 논문들이 많은 인용지수를 보여주는 학자로 인정 받고 있다.

## 학력
- 총신대학교 신학과(B.A)
- 총신대학교 신학대학원(M.Div)
- 서울대학교 대학원(M.A)
- 미국 Trinity Evangelical Divinity School(Ph.D)

## 경력
- 현) 한국복음주의 역사신학회 회장
- 현) 한국성서대학교 교수

## 저서
- 1. Hyun-Jin Cho, "Jonathan Edwards on Justification: Reformed Development of the Doctrine in 18th century New Englnad" (The University Press of America, 2012)
- 『처음공부하는 조나단 에드워즈: 창조, 타락, 구속 이야기』 (다함, 2023)
- 영적거장들의 설교 (홀리북클럽, 2023)
- 종교개혁이 알고 싶다:기독교의 본질을 회복하고, 미래를 향해 나아가라 (넥서스Cross, 2018)
- 『복음 전도자의 삶』(한국성서대 출판부, 2016)

## 역서
- 더글라스 A. 스위니, 『복음주의 미국역사』(CLC, 2015)
- 디트리히 본회퍼, 『현대인을 위한 성도의 공동생활』(프리셉트, 2011)

## 논문
- Hyun-Jin Cho, "A Study on the Proofs of God's Existence in Thomas Aquinas" (Korean Journal of Christian Studies, vol 66, 2009)
- 조현진, "조나단 에드워즈의 모형론 연구"(역사신학논총, vol 20, 2010)
- 조현진, "조나단 에드워즈의 성향적 구원론 연구"(한국개혁신학, vol 30, 2011)

## 같이 보기
- 대한민국의 신학자 목록
- 한국개혁신학회
- 한국장로교신학회
- 개혁신학자
- 총신대학교
- 한국복음주의신학회
- 한국복음주의역사신학회
- 한국장로교신학회
- 조나단 에드워즈